# Ctenosaura pectinata
La iguana negra (Ctenosaura pectinata) es una especie de iguana de la familia Iguanidae que habita el oeste de México, donde se distribuye desde el sur de Sonora hasta Quintana Roo, penetrando la cuenca del Balsas hasta Morelos, Puebla y el Estado de México. Su hábitat preferente es la selva baja en sitios rocosos y las riberas costeras, sin despreciar encinares tropicales y potreros. En los Estados Unidos se ha introducido en Texas y Florida.

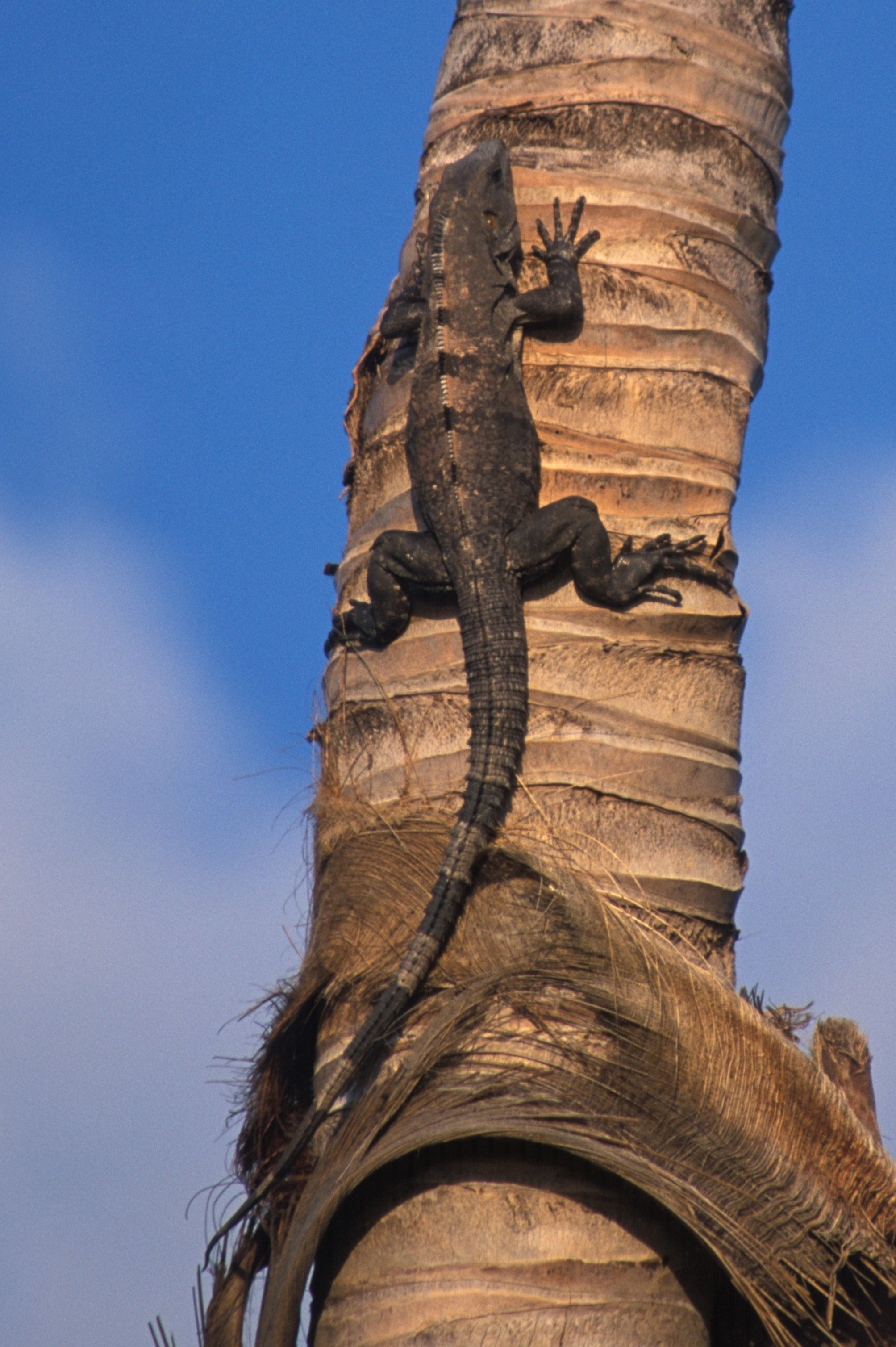
Iguana negra subiendo a una palma de coco.

Se considera una especie endémica y amenazada (A) por la NOM-059-SEMARNAT-2010, por la severa explotación de la que son objeto, así como la destrucción de su hábitat. Se le usa desde tiempos prehispánicos como fuente de carne de mediana importancia.

## Descripción
Iguana de talla grande (1200 mm), de forma larga y robusta, con párpados movibles y cola generalmente larga, cuerpo comprimido lateralmente; hilera de escamas medio-dorsales alargadas y formando una cresta. La cabeza es muy larga, aplanada anteriormente, cubierta con escamas hexagonales de tamaño pequeño. Escamas dorsales lisas, más pequeñas que las ventrales; presenta poros femorales. La cola es larga y con anillos de escamas alargadas cada una separada por dos o más hileras de pequeñas escamas a lo largo de la cola (Álvarez del Toro, 1982). El color del cuerpo es uniformemente negro con manchas dispersas de color blanco amarillento (Ramírez-Bautista, 1994) formando manchas irregulares, además la cabeza siempre es de color negro (Álvarez del Toro, 1982).

## Alimentación
Ctenosaura pectinata se alimenta predominantemente de carne de pequeños insectos y roedores.
Conforme crece, sus hábitos alimenticios cambian y se vuelve más herbívora consumiendo hojas y frutas de diversos árboles. Es un cazador oportunista, si tiene ocasión aprovechará crías de aves y ratones (Álvarez del Toro, 1973). También se ha mencionado que se alimenta de las hojas frescas y de los frutos de los árboles de "ruache" (Crataeva tapia) durante la estación de lluvias, y de las crías de golondrina marina albinegra (Onychoprion fuscatus) y del pelicano café (Pelicanus occidentalis); además, hay un reporte en donde se encontró trozos de peces en el contenido estomacal, Rodríguez-Juárez (1998).

## Distribución
En México se distribuye desde el sur de Sonora hasta Chiapas, penetrando a la cuenca del Balsas hasta Morelos, Puebla y el Estado de México (González, 2001).

## Hábitat
Es una especie de hábitos diurnos (Behler, 1979) que vive en ambientes húmedos de las costas del Pacífico, en selva mediana caducifolia, baja caducifolia y en matorral espinoso (Ramírez-Bautista, 1994). La iguana negra suele encontrarse en los barrancos cerca de los arroyos, sus lugares favoritos son los sitios rocosos en terrenos secos; también trepa a los árboles y muchos individuos viven en las ramas y troncos huecos (Álvarez del Toro, 1982). También se menciona que habita en sitios rocosos de la selva baja y en la costa, aunque también suele vivir en encinares tropicales y potreros (González, 2001).
Las localidades registradas donde se distribuye esta especie están cerca de lugares turísticos, por lo que se han construido carreteras federales y autopistas, así como caminos para el acceso al apoyo forestal; esto ha contribuido a la fragmentación del hábitat por deforestación, además, existe alta explosión demográfica, desarrollo ganadero y forestal, uso inadecuado de recursos y la degradación de los hábitats naturales por causa de la urbanización (Arriaga et al, 2000).
Se refugia entre rocas cuando alguien se acerca, en las copas de los árboles, entre troncos huecos, y huecos de los árboles (Behler, 1979; Ramírez-Bautista, 1994).
Es una especie que habita en los ambientes húmedos de las costas del Pacífico, en selva mediana caducifolia que presenta un dosel abierto, donde la mayoría de los árboles pierden sus hojas y la altura máxima que alcanzan es menor a los 20m. en selva baja caducifolia, que es una comunidad vegetal de 4 a 15m de altura donde más del 75% de las especies pierden sus hojas durante la época de secas (Arriaga et al., 2000); y en matorral espinoso donde presentan una fisonomía compuesta de ramificaciones (muy quebradas y alargadas) recubiertas con espinas, las especies dominantes son: ocotillo, huizache y mezquite (Arriaga et al., 2000).

## Relevancia
Las poblaciones de Ctenosaura pectinata son altas, la mayoría de los aspectos de su historia de vida se conocen (aspectos reproductivos, de conducta y ecológicos). Debido a sus hábitos alimenticios (follaje, frutas, insectos y en menor proporción, de crías de aves y ratones) es una especie que contribuye a la dispersión de semilla y al control de algunas especies de roedores. Es una especie con una importancia económica grande, pues es utilizada como alimento. Además, como pie de cría la iguana puede resultar un negocio rentable, especialmente si es utilizada para su reproducción y aprovechamiento; también se utiliza como mascota (González, 2001) Estas son características que hacen a esta especie prioritaria para su conservación.

## Ecología poblacional y conducta
Al parecer, la población de esta especie es alta, ya que de las colecciones consultadas, en una sola se encontraron 85 organismos de un total de 8 colecciones consultadas, mientras que en otras, sólo se encontró un individuo por colección. El tamaño de la nidada es de 11 a 49 huevos (Ramírez-Bautista, 1994). Las iguanas ponen los huevos en febrero y la incubación dura hasta abril y mayo, durante la estación lluviosa (González, 2001).
Para ganar el derecho de fecundar a la hembra, los machos realizan combates rituales, que consisten en levantarse sobre sus cuatro patas, extender sus papadas en actitud amenazante y hacer círculos alrededor del otro; cuando logran estar cara a cara golpean sus cabezas hasta que uno de ellos se rinde y se aleja, o pega su cuerpo contra el suelo en un acto de sumisión; el vencedor de esta "batalla" se apareará con las hembras del territorio (González, 2001). Su carácter es feroz y mordelón, llegando algunos machos viejos incluso a pasar de la defensa al ataque y si llegan a morder también es necesario desarticular la mandíbula para que suelten a la presa. Aparte de morder también se defienden propinando lacerantes golpes con su espinosa cola (Álvarez del Toro, 1982).

## Conservación
Ctenosaura pectinata representa una fuente potencial de ingresos para las comunidades rurales, que podrían no solo desarrollarse económicamente a partir de la cría y venta de estos reptiles, sino también convertiste en protectoras del animal (González, 2001). Actualmente hay tres iguanarios en Colima con el fin de criar a las iguanas y tener una alta producción de estas, para después liberarlas y aumentar las poblaciones en los hábitats menos dañados, así como intercambiarlos con otros criaderos para poder crear un banco genético y lograr su reproducción potencial (González, 2001). Ha sido considerada como "especie amenazada" desde mayo de 1994 por la severa explotación de que es objeto y por la destrucción de su hábitat, además ha sido utilizada como fuente de carne y como mascota (González, 2001).